# Федорив, Виталий Васильевич
Виталий Васильевич Федорив (укр. Віталій Васильович Федорів; род. 23 января 1977, Братковцы, Ивано-Франковская область) — украинский государственный служащий, заместитель председателя Ивано-Франковской областной государственной администрации. И. о. председателя Ивано-Франковской областной государственной администрации с 10 февраля по 24 апреля 2020 года, председатель Ивано-Франковской ОГА с 24 апреля 2020 по 5 ноября 2020 года.

## Биография
В сентябре 1992 — июне 1995 года — студент Ивано-Франковского коммерческого техникума. В сентябре 1995 — июне 2000 года — студент Ивано-Франковского государственного технического университета нефти и газа, экономика предприятия, инженер-экономист.
В августе — октябре 2000 года — менеджер отдела маркетинга и сбыта ПК «Экопродукт» в Ивано-Франковске. В январе — марте 2001 года — менеджер ЧП фирмы «Гол-Комп» в Ивано-Франковске.
В марте — ноябре 2001 года — ведущий экономист отдела планирования и анализа бюджета главного финансового управления Ивано-Франковской областной государственной администрации. В ноябре 2001 — мае 2002 года — заместитель начальника отдела планирования и анализа бюджета главного финансового управления Ивано-Франковской областной государственной администрации.
В мае 2002 — октябре 2005 года — начальник отдела финансирования местных органов власти и управления главного финансового управления Ивано-Франковской областной государственной администрации.
В 2004 году окончил магистратуру Ивано-Франковского национального технического университета нефти и газа, государственная служба, магистр государственной службы.
В октябре 2005 — апреле 2007 года — начальник управления финансов непроизводственной сферы главного финансового управления Ивано-Франковской областной государственной администрации.
В апреле 2007 — марте 2012 года — заместитель начальника Контрольно-ревизионного управления в Ивано-Франковской области. В марте 2012 — ноябре 2016 года — заместитель начальника Государственной финансовой инспекции в Ивано-Франковской области.
В ноябре 2016 — октябре 2017 года — заместитель директора департамента здравоохранения Ивано-Франковской облгосадминистрации — начальник управления ресурсного и правового обеспечения, мониторинга и сопровождения государственных программ. В октябре 2017 — ноябре 2018 года — заместитель директора департамента здравоохранения Ивано-Франковской облгосадминистрации — начальник управления ресурсного и кадрового обеспечения, мониторинга и сопровождения государственных программ.
С 20 ноября 2018 года — заместитель председателя Ивано-Франковской областной государственной администрации.
С 10 февраля по 24 апреля 2020 года — временно исполняющий обязанности председателя Ивано-Франковской областной государственной администрации.
С 24 апреля по 5 ноября 2020 года — председатель Ивано-Франковской областной государственной администрации.